# چیلپانسینگو
چیلپانسینگو (به اسپانیایی: Chetumal) از شهرهای کشور مکزیک است که در ایالت گوئرو قرار دارد و جمعیت آن طبق سرشماری سال ۲۰۱۰ میلادی ۱۸۷٬۲۵۱ نفر بوده است.